# Goera interrogationis
Goera interrogationis is een schietmot uit de familie Goeridae. De soort komt voor in het Palearctisch gebied.